# Multistation Access Unit

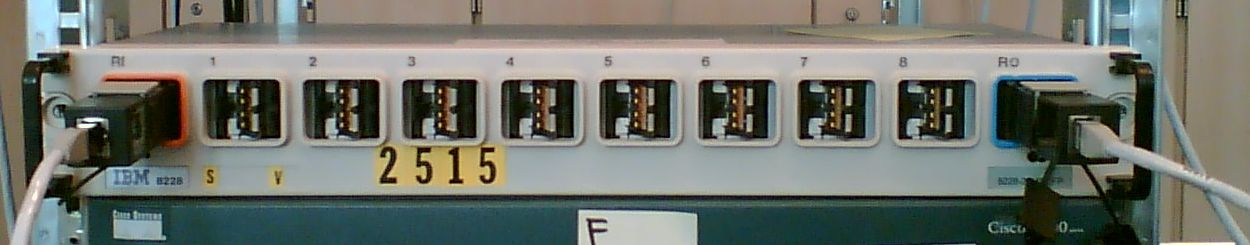
IBM MAU 8228

Eine Multistation Access Unit (MAU oder MSAU) bildet in Token-Ring-Computernetzwerken einen Ringleitungsverteiler, an den die Stationen angeschlossen werden, also die Schnittstelle auf der Seite des Netzmediums (Kabel) zu den Stationen.
Ist im Token-Ring eine Station nicht angeschlossen, überbrückt eine MAU diese Station, da die Ringstruktur nicht unterbrochen werden darf. 
Multistation Access Units sind meistens in die Netzwerkkarten integriert.
In der IBM-Terminologie nennt man diese Ringleitungsverteiler auch Wire-Center.